# Echinodorus macrophyllus
Echinodorus macrophyllus är en svaltingväxtart som först beskrevs av Carl Sigismund Kunth, och fick sitt nu gällande namn av Marc Micheli. Echinodorus macrophyllus ingår i släktet Echinodorus och familjen svaltingväxter. Inga underarter finns listade.

## Bildgalleri

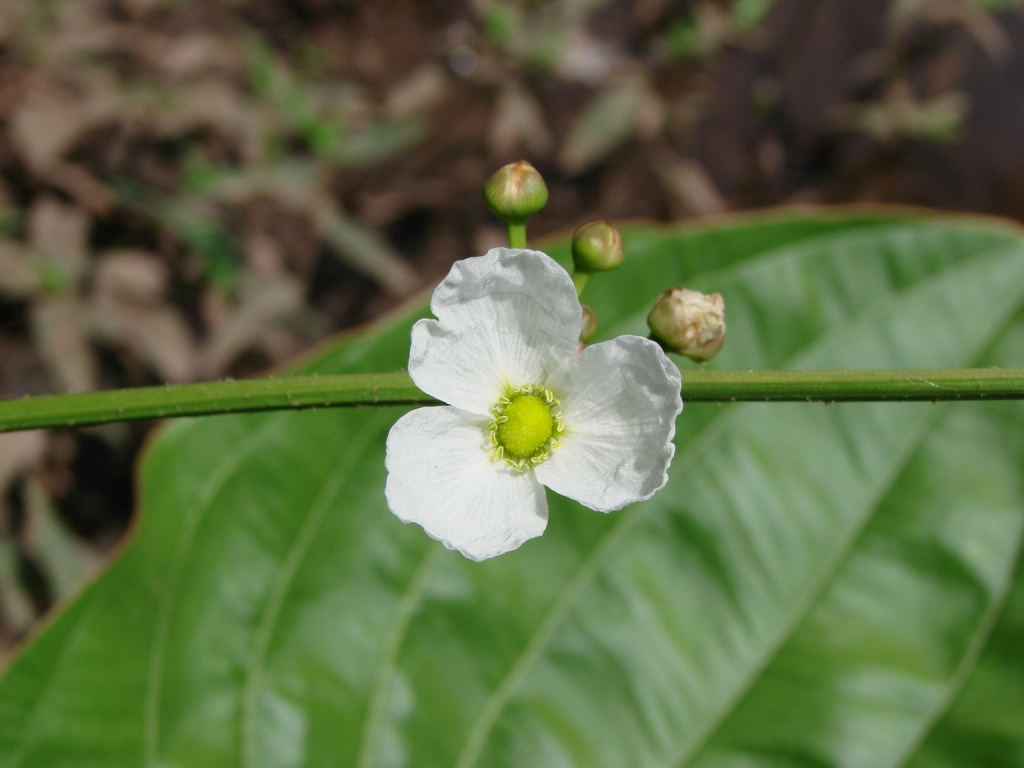